# Fallas de Elda

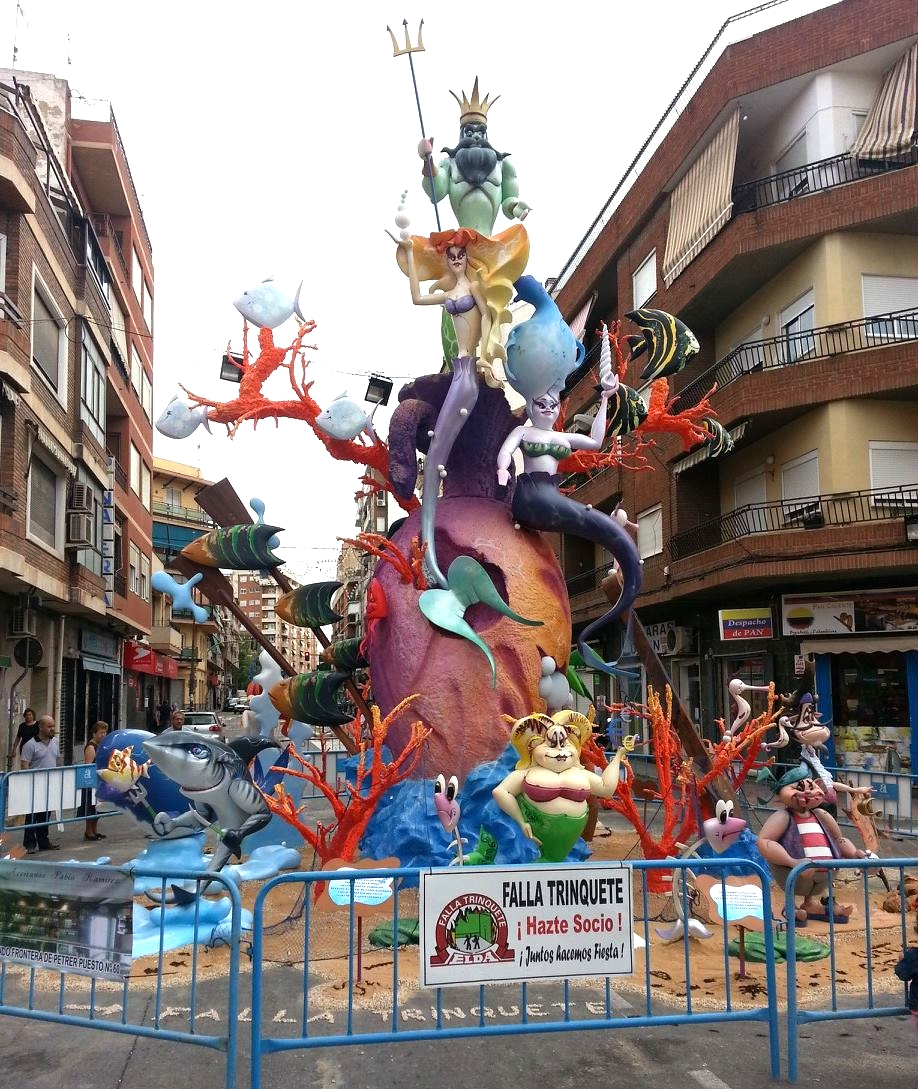
Monumento fallero en El Trinquete

Las Fallas de Elda son unas fiestas que se celebran anualmente en la ciudad española de Elda. Su celebración tiene lugar la tercera semana de septiembre, y consisten en la planta y posterior quema de monumentos artísticos de madera y cartón. Los monumentos suelen constar de una alta estructura central de madera, y están enfocados sobre un lema. Están llenos de ninots, pequeños muñecos de cartón y poliuretano, que hacen referencia a lugares, actos y personajes de actualidad, a los cuales les acompañan carteles con una crítica satírica en tono de humor y protesta. 

## Historia
En la Comunidad Valenciana y en el levante en general, son muy tradicionales las celebraciones y festividades donde tienen que ver el fuego y la pólvora. Estas celebraciones tienen un origen ancestral, dado que en la antigüedad era muy común festejar los solsticios y equinoccios solares con actos relativos al fuego. En Valencia suelen celebrar con las fallas la llegada de la primavera, mientras que en Alicante se celebra con las hogueras la llegada del verano.
El origen de estas fiestas en Elda, como ciudad alicantina, se remonta a las Hogueras de San Juan. Tradicionalmente en esta fecha, la víspera del 24 de junio, los vecinos de Elda solían encender sus hogueras. Es en la década de los años 20 en 1929, cuando Elda vivía un empuje económico y social importante, cuando empiezan a plantarse los primeros monumentos para celebrar dicha festividad.
Sin embargo, a partir de 1936 con la llegada de la guerra estos actos quedan desaparecidos de la ciudad, hasta que en 1949 un grupo de vecinos de la calle Trinquete, decide retomar la tradición. Años más tarde, diversos grupos, entre los que hay que añadir la ayuda del semanario Valle de Elda, consiguieron que en el año 1958 se crease la Junta Central de Fallas de San Pedro, iniciándose así esta festividad de forma oficial.
En 1977 se decidió cambiar la fecha de la festividad desde san Pedro (29 de junio) a la segunda semana del mes de septiembre, quedando bastante ligadas como continuidad de las Fiestas Mayores que se celebran unos días antes. El patrón también pasa a ser san Crispín. De este modo, las Fallas de Elda se convierten en las últimas que se celebran en la comunidad, y las únicas que tienen lugar en fecha próxima al equinoccio de otoño, como despedida del verano.

## La Fiesta

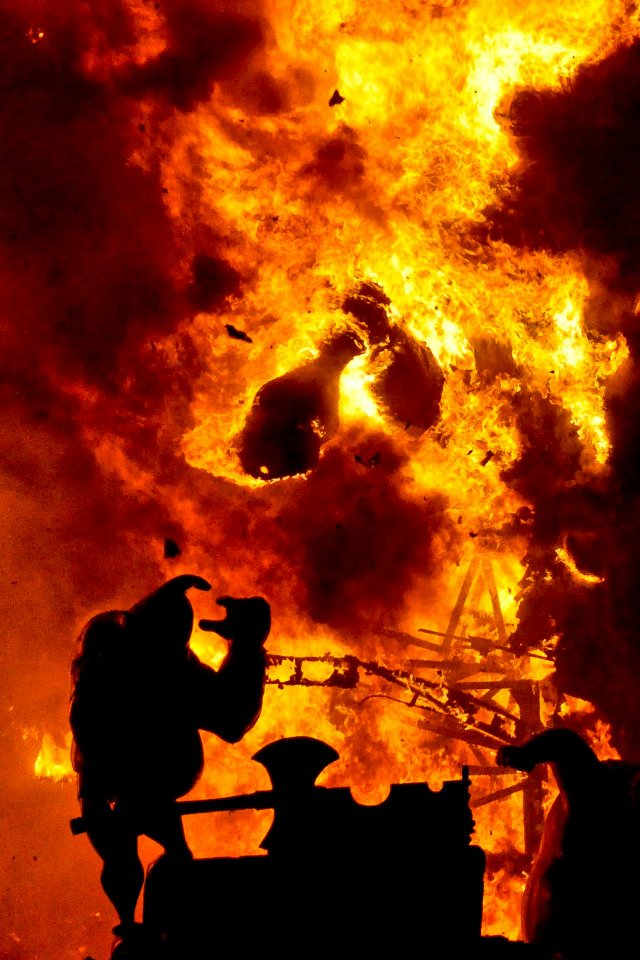
Falla de Elda en la noche del fuego

Las Fallas tienen lugar en la tercera semana completa de septiembre, y duran de miércoles a domingo. No obstante, los actos oficiales comienzan el último fin de semana de agosto, con la romería en la que se traslada a los patronos de las fiestas, san Crispín y san Crispiniano, desde su ermita hasta la parroquia de la Inmaculada. Los actos de la fiesta son los siguientes:
Miércoles:
- 23.00 Pregón desde el balcón del ayuntamiento. Cridá de las Falleras Mayores. Plantá de monumento oficial y de fallas de gran envergadura

Jueves:
- 24.00 Plantá del resto de monumentos falleros durante la madrugada.

Viernes:
- 10.00 Visita del jurado calificador a todas las fallas.
- 19.30 Entrega de premios en el Ayuntamiento.
- 20.45 Cabalgata del Ninot, desde el ayuntamiento hasta la plaza Castelar.
- 24.00 Visita de la Junta Central a la falla a la que pertenezca la Fallera Mayor Infantil.

Sábado:
- 8.00 Despertá en los distintos barrios.
- 11.30 Recepción en la sede de la Junta Central, por parte de las falleras mayores, a los cargos de todas las comisiones.
- 18.00 Recepción de la Junta Central a las delegaciones invitadas.
- 20.30 Ofrenda Floral a los patronos de la ciudad, con desfile desde plaza Castelar hasta la Iglesia de Santa Ana.
- 24.00 Visita de la Junta Central a la falla a la que pertenezca la Fallera Mayor.

Domingo:
- 8.00 Despertá en los distintos barrios.
- 12.00 Asistencia de falleras y sus damas de honor a la cremá de monumentos creados por jubilados en diversos geriátricos de la ciudad.
- 13.30 Mascletá fallera, en la Plaza Castelar.
- 19.30 Procesión solemne en honor a los santos patronos de las fiestas, San Crispín y San Crispiniano.
- 23.00 "Cremá" Falla Oficial De Elda
- 24:00 "Cremá" De Todas Las Fallas

Hay que destacar que en el entorno de cada una de las fallas, al igual que ocurre con las Fiestas Mayores, se realizan todo tipo de actos extraoficiales. Cada barrio organiza pasacalles y bandas de música en la recepción de las falleras, se organizan concursos gastronómicos, gachamigas, paellas, parrilladas, sorteos, verbenas populares, y todo tipo de actos para amenizar la convivencia de los vecinos en la calle, en torno al lugar donde se encuentra plantada cada una de las fallas.

## Comisiones
Las fallas son unas fiestas hechas fundamentalmente por las comisiones. Estas son las agrupaciones que dirigen las distintas fallas, de los distintos barrios, así como los actos particulares que se desarrollan en cada uno de ellos. Actualmente
Elda dispone de 10 Comisiones Falleras Y La Junta Central de Fallas de Elda:
Falla Trinquete, Falla Estación, Falla El Huerto, Falla Huerta Nueva, Falla José Antonio Las 300, Falla Fraternidad, Falla Zona Centro, Falla San Francisco De Sales, Falla Ronda-San Pascual, Falla Jardín de la Música Y La Falla Oficial